# Вербрук, Жозеф
Жозеф Вербрук (фр. Joseph Werbrouck; 10 января 1882 — 3 июня 1974) — бельгийский велогонщик, бронзовый призёр летних Олимпийских игр 1908.
На Играх 1908 в Лондоне Вербрук соревновался в двух дисциплинах. Он получил бронзовую медаль в гонке на 20 км, а в заезде на 660 ярдов остановился на первом раунде.